# Edward Stevens (Ruderer)
Edward Glenister „Ed“ Stevens, Jr. (* 15. September 1932 in St. Louis, Missouri, Vereinigte Staaten; † 9. Juni 2013 in Tucson, Arizona, Vereinigte Staaten) war ein US-amerikanischer Ruderer und Olympiasieger.

## Leben
Edward Stevens gewann mit dem US-Team als 20-Jähriger bei den Olympischen Sommerspielen 1952 in Helsinki die Goldmedaille im Rudern (Achter). Nach seinem Abschluss wurde er Marineoffizier und absolvierte ein Studium der Kerntechnik am Massachusetts Institute of Technology. 2013 starb er im Alter von 80 Jahren.